# セミィ・タウペアフェ
セミィ・タウペアフェ（Samuela Taupeaafe、1972年7月29日 - ）は、トンガ出身のラグビー選手。世界的に珍しい、3カ国で代表になった選手である。

## 人物
ユニオン（15人制）でトンガ代表、セブンズ（7人制）でオーストラリア代表、コブラテンズ (COBRA 10s) （10人制）で日本代表となり、世界的に珍しい人数制のラグビー競技でそれぞれ違う国の代表のジャージに袖を通した選手である。コブラテンズでは日本代表を準優勝に導いた（優勝はニュージーランドマオリ）。